# Phiomyidae
Família de roedores Hystricomorpha extintos, endêmicos da África, onde seus fósseis são encontrados do final do Eoceno até o Mioceno.

## Classificação
Subfamília Phiomyinae
- Gênero Phiomys Osborn, 1908
  - Phiomys andrewsi  - Oásis de Zallah, Líbia
  - Phiomys paraphiomyoides  - Oásis de Zallah, Líbia
  - Phiomys lavocati
- Gênero Andrewsimys Lavocat, 1973
  - Andrewsimys parvus Lavocat, 1973 - Mioceno Inferior, Songhor, Quênia
- Gênero Ugandamys Winkler et al., 2005
  - Ugandamys downsi Winkler et al., 2005 - Mioceno Inferior, Bukwa, Uganda
- Gênero Protophiomys Jaeger et al., 1985
  - Protophiomys algeriensis Jaeger et al., 1985 - Eoceno Superior, Bir El Ater, Argélia
- Gênero Metaphiomys Osborn, 1908 (Metaphiomyinae ?)
  - Metaphiomys beadnelli Osborn, 1908 - Jevel Qatrani, Egito
  - Metaphiomys schaubi - Oásis de Zallah, Líbia

- Paraphiomys (pertecente a família Thryonomyidae ?)
  - Paraphiomus simonsi

Subfamília Diamantomyinae (possível família distinta ?)
- Diamantomys Stromer, 1922
- Pomonomys Stromer, 1922